# فرودگاه صحرایی براینت
فرودگاه صحرایی براینت (به انگلیسی: Bryant Field (airport)) یک فرودگاه است که یک باند فرود آسفالت دارد و طول باند آن ۱۲۹۲ متر است. این فرودگاه در کشور ایالات متحده آمریکا قرار دارد .